# Chand metre moka'ab eshgh
Chand metre moka'ab eshgh (persa: چند متر مکعب عشق comercialitzada en anglès com A Few Cubic Meters of Love) és una pel·lícula romàntica iraniana-afganesa de 2014 dirigida per Jamshid Mahmoudi. Va ser seleccionada com a entrada afganesa per a l'Oscar a la millor pel·lícula de parla no anglesa als Premis Oscar de 2014, però no va ser nominada.

## Argument
Als afores de Teheran, una petita fàbrica utilitza il·legalment sol·licitants d'asil afganesos que viuen amb les seves famílies en contenidors vells o barraques al barri marginal proper. Saber, un jove treballador iranià té en secret una història d'amor amb Marona, la filla d'Abdol-salam, un treballador afganès. Aquest és l'inici d'una història d'amor el desenllaç de la qual és difícil de predir.

## Repartiment
- Hasiba Ebrahimi - Morona
- Saed Soheili - Saber
- Nader Fallah
- Masoud Mirtaheri
- Alireza Ostadi